# 四尾連湖県立自然公園
四尾連湖県立自然公園（しびれこけんりつしぜんこうえん）は、山梨県中西部に位置する県立自然公園。面積362ha。1959年（昭和34年）4月2日指定。

## 概要

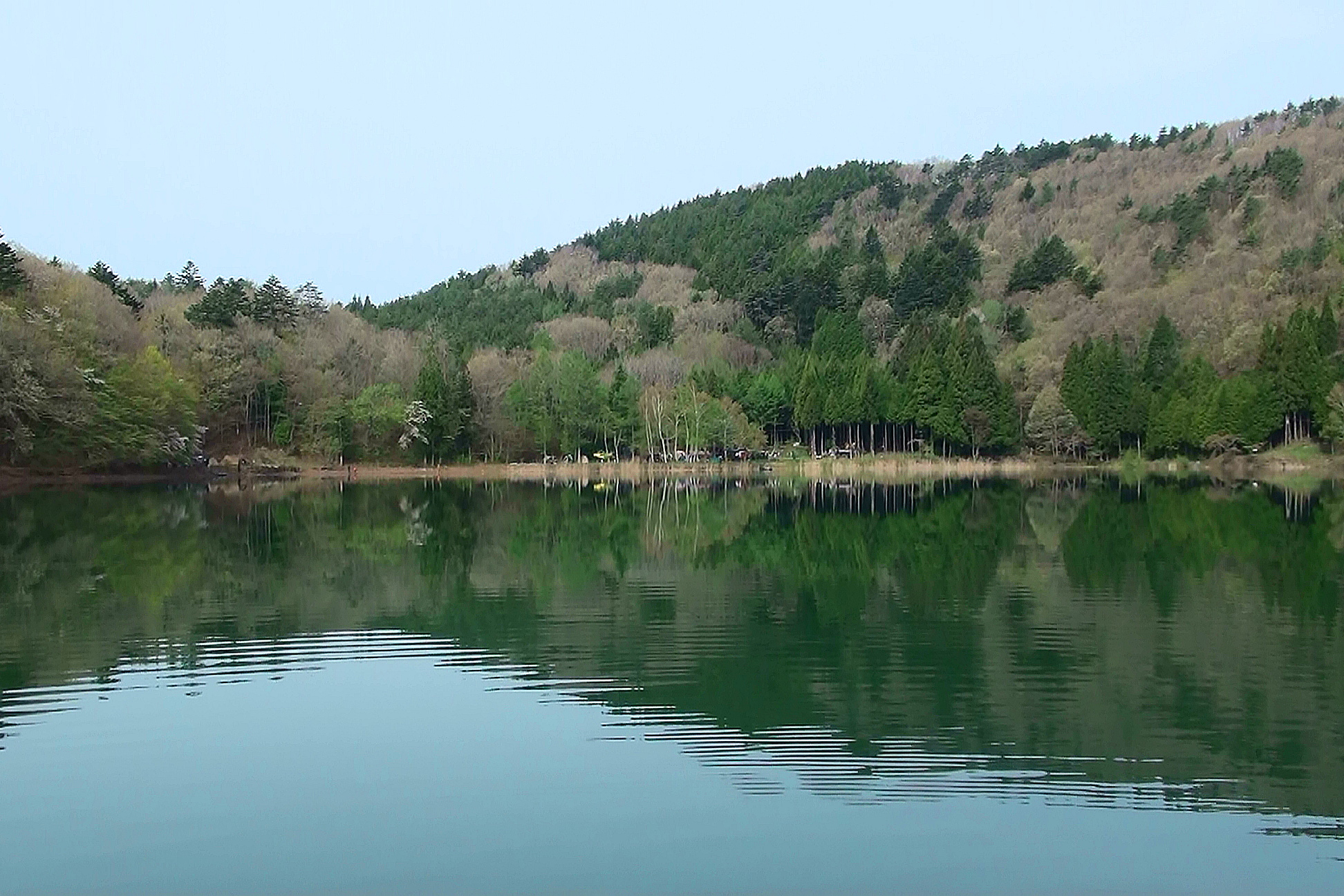
四尾連湖

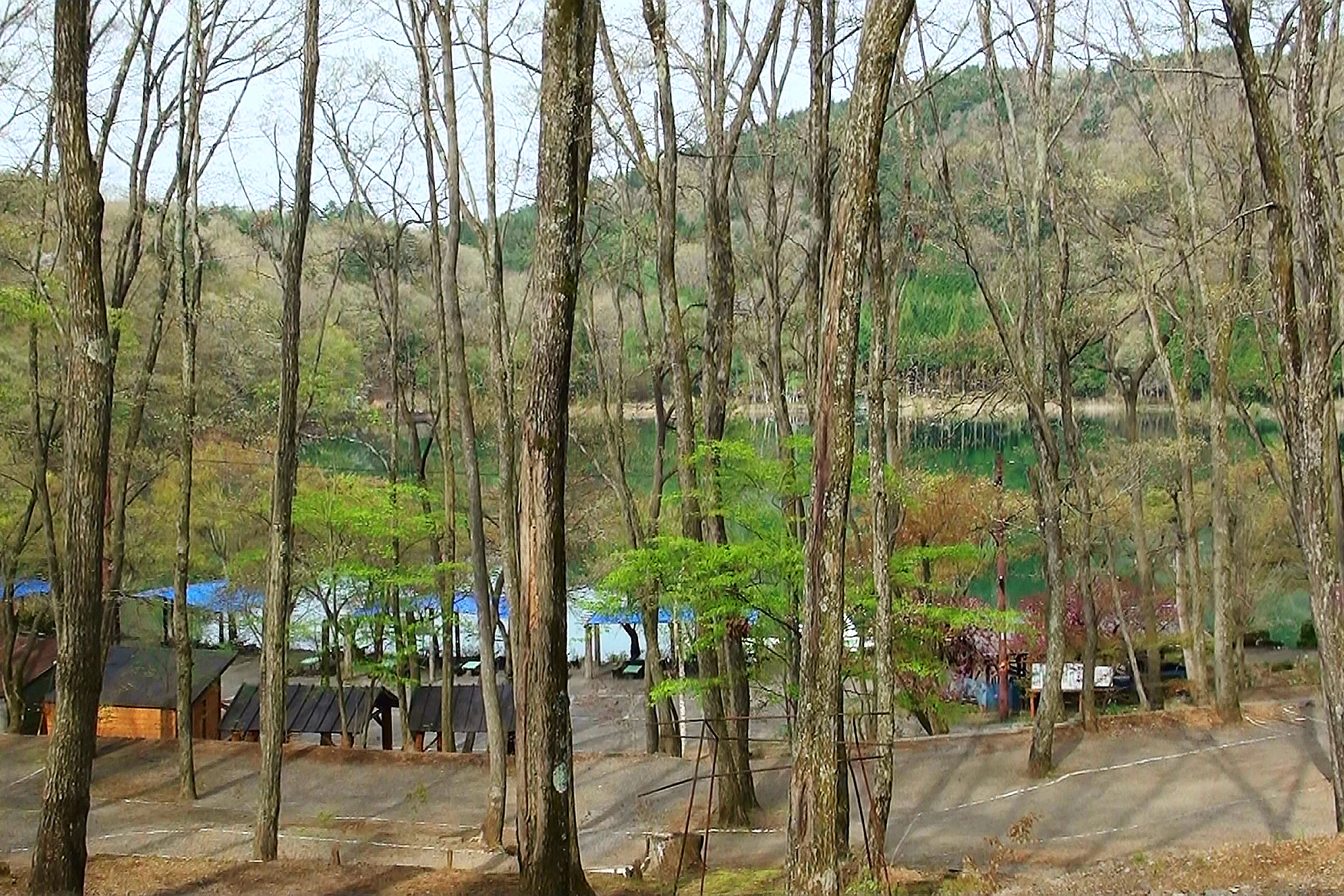
湖畔キャンプ場から湖を望む

甲府盆地南西部、御坂山地最西端にあたる大畠山と蛾ケ岳（ひるがたけ）付近の山稜地域及び、山腹の凹地に水を湛えた四尾連湖とその周辺からなる。

## 地理

### 湖沼
- 四尾連湖

### 主な山岳
- 大畠山
- 蛾ケ岳